# Szatha (poddystrykt)
Szatha – jedna z 5 jednostek administracyjnych trzeciego rzędu (nahijja) dystryktu As-Sukajlabijja w muhafazie Hama w Syrii.
W 2004 roku poddystrykt zamieszkiwało 25 273 osób.